# Port lotniczy Krachen
Port lotniczy Krachen (IATA: KTI, ICAO: VDKT) – port lotniczy położony w Krachen, stolicy prowincji Krachen w Kambodży.